# Louis Marlio
Louis Marlio, né le 3 février 1878 à Paris 9e et mort le 26 novembre 1952 à Paris 8e, est un économiste, haut fonctionnaire et industriel français.

## Biographie
Polytechnicien, docteur en droit, Jean Louis Marlio est à deux reprises, entre 1909 et 1913, chef de cabinet d'Alexandre Millerand, d’abord au ministère des travaux publics, puis à celui des armées. 
Il est professeur d’économie politique de 1911 à 1927 à l’École libre des sciences politiques et de 1919 à 1926 à l’École nationale des ponts et chaussées.
Après la Première Guerre mondiale, il fait carrière dans l’industrie de l’aluminium et dirige ou administre des sociétés hydroélectriques, notamment celles de l’Union pour l’industrie et l’électricité ou Groupe Mercier (appelé aussi parfois Groupe de Messine du nom de la rue où était son siège). Il accumule les conseils d'administration.
Comme Ernest Mercier et Auguste Detœuf, il est membre du Redressement français où il s'occupe de la Commission d’étude de politique extérieure. Très focalisé sur les ententes industrielles, il fait publier par la section économique et financière de la Société des Nations un document intitulé Études sur les aspects économiques des différentes ententes industrielles et internationales, qu’il a rédigé avec d’autres.  
Il est membre du conseil d'administration des Scouts de France dans les années 30.
Il est élu membre de l'Académie des sciences morales et politiques en 1934. Henri Morsel considère qu’« il rejoint, à partir de 1937-1938, une vaste famille d’économistes et de dirigeants anglo-saxons très attachés au libéralisme organisé... ». Il est vice-président du Comité du congrès international des sciences économiques en 1938. La même année, il publie un livre intitulé Le Sort du capitalisme. Il joue également un rôle clé dans l'organisation du colloque Walter Lippmann qui rassemble des personnalités libérales. 
Durant la Seconde Guerre mondiale, il publie un livre dans lequel il veut démontrer la supériorité d'un libéralisme social sur les totalitarismes, refuse de faire partie des cinq plénipotentiaires de la Commission d’armistice et est envoyé aux États-Unis. La loi du 16 août 1940, qui crée les comités d’organisation, et la dissolution des confédérations syndicales le font rompre définitivement avec le régime de Vichy. Aux États-Unis, il travaille à la Brookings Institution. En 1944, il fait paraître un ouvrage intitulé The Control of Germany and Japan, écrit en commun avec Harold G. Moulton (en), le président de cette institution. Après la Seconde Guerre mondiale, il trouve alors que la France s’oriente vers un modèle non pas « organisé » mais « dirigiste ».

## Principales publications
- Études sur les aspects économiques des différentes ententes industrielles et internationales (1930)
- La Véritable Affaire de Panama (1932)
- L'Armistice de Versailles (1935)
- Le Sort du capitalisme, Flammarion, Bibliothèque de philosophie scientifique (1938)
- Dictature ou liberté, Flammarion, Bibliothèque de philosophie scientifique (1940) Extraits dans la Revue des deux mondes, 1939, juin-juillet (pp 512–549, https://gallica.bnf.fr/ark:/12148/bpt6k3078947h.r=Houill%C3%A8res?rk=4313326;0).
- La Révolution d'hier, d'aujourd'hui et de demain (1943)
- The Control of Germany and Japan (1944)
- Problèmes d'aujourd'hui (1944)
- Le Libéralisme social - Conférence à la Société d'Économie Politique (1946)
- The Aluminium Cartel (1947)
- Le Cercle infernal (1952)